# Loch Fleet National Nature Reserve

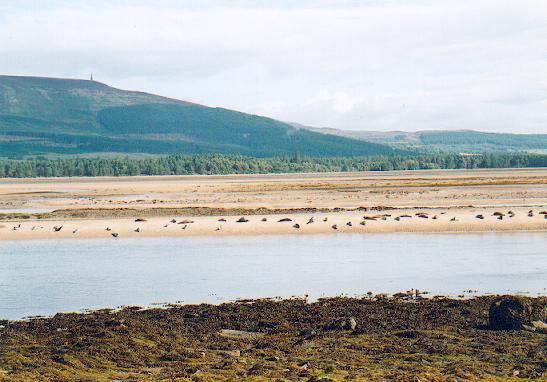
Zandbank in Loch Fleet met zeehonden.

Loch Fleet National Nature Reserve (Schots: Tèarmann Nàdair Nàiseanta Loch Fleòid) is sinds 1970 een natuurreservaat in Schotland, Verenigd Koninkrijk. Het ligt drie kilometer ten zuiden van Golspie en heeft een oppervlakte van 1058 ha. In Loch Fleet National Nature Reserve ligt onder andere Loch Fleet, Ferry Wood en een deel van Balblair Wood.

## Geschiedenis
In 1970 werd Loch Fleet en het gebied eromheen een natuurreservaat. Het natuurreservaat werd beheerd door de Scottish Wildlife Trust, maar sinds 1998 wordt het voor het grootste deel door Sutherland Estates beheerd.

## Bescherming
In de onderstaande tabel staat wat door wie wordt beschermd.
|                  | Special Protection Area | Conventie van Ramsar | Site of Special Scientific Interest |
| ---------------- | ----------------------- | -------------------- | ----------------------------------- |
| Wigeons          | x                       | x                    | x                                   |
| Visarenden       | x                       | x                    |                                     |
| Rosse grutto's   | x                       | x                    |                                     |
| Grauwe ganzen    | x                       | x                    |                                     |
| Trekvogels       | x                       | x                    |                                     |
| Duinen           |                         | x                    | x                                   |
| Zandbanken       |                         | x                    | x                                   |
| Zoutmoerassen    |                         | x                    | x                                   |
| Vaatplanten      |                         | x                    | x                                   |
| Otters           |                         | x                    |                                     |
| Gewone zeehonden |                         | x                    |                                     |
| Zeldzame dieren  |                         | x                    |                                     |
| Dennenbossen     |                         |                      | x                                   |
| Zeegrasvelden    |                         |                      | x                                   |
| Somateria's      |                         |                      | x                                   |
| IJseenden        |                         |                      | x                                   |
| Broedende vogels |                         |                      | x                                   |